# هنري نيلسن (منافس ألعاب قوى)
هنري نيلسن (بالدنماركية: Henry Nielsen)‏ هو منافس ألعاب قوى دنماركي، ولد في 2 أكتوبر 1910 في نوسونبي في الدنمارك، وتوفي في 18 نوفمبر 1969 في هيليرود في الدنمارك.

## وصلات خارجية
- هنري نيلسن على موقع أوليمبيديا (الإنجليزية)